# فلودزميزيرز غاسيور
فلودزميزيرز غاسيور (بالبولندية: Włodzimierz Gąsior)‏ هو لاعب كرة قدم بولندي، ولد في 17 أغسطس 1948 في Mielec ‏ في بولندا. لعب مع Siarka Tarnobrzeg ‏.

## وصلات خارجية
- فلودزميزيرز غاسيور على موقع قاعدة بيانات كرة القدم.إي يو (الإنجليزية)
- فلودزميزيرز غاسيور على موقع Soccerway.com (الإنجليزية)
- فلودزميزيرز غاسيور على موقع عالم كرة القدم.نت (الإنجليزية)